# Christian Försch

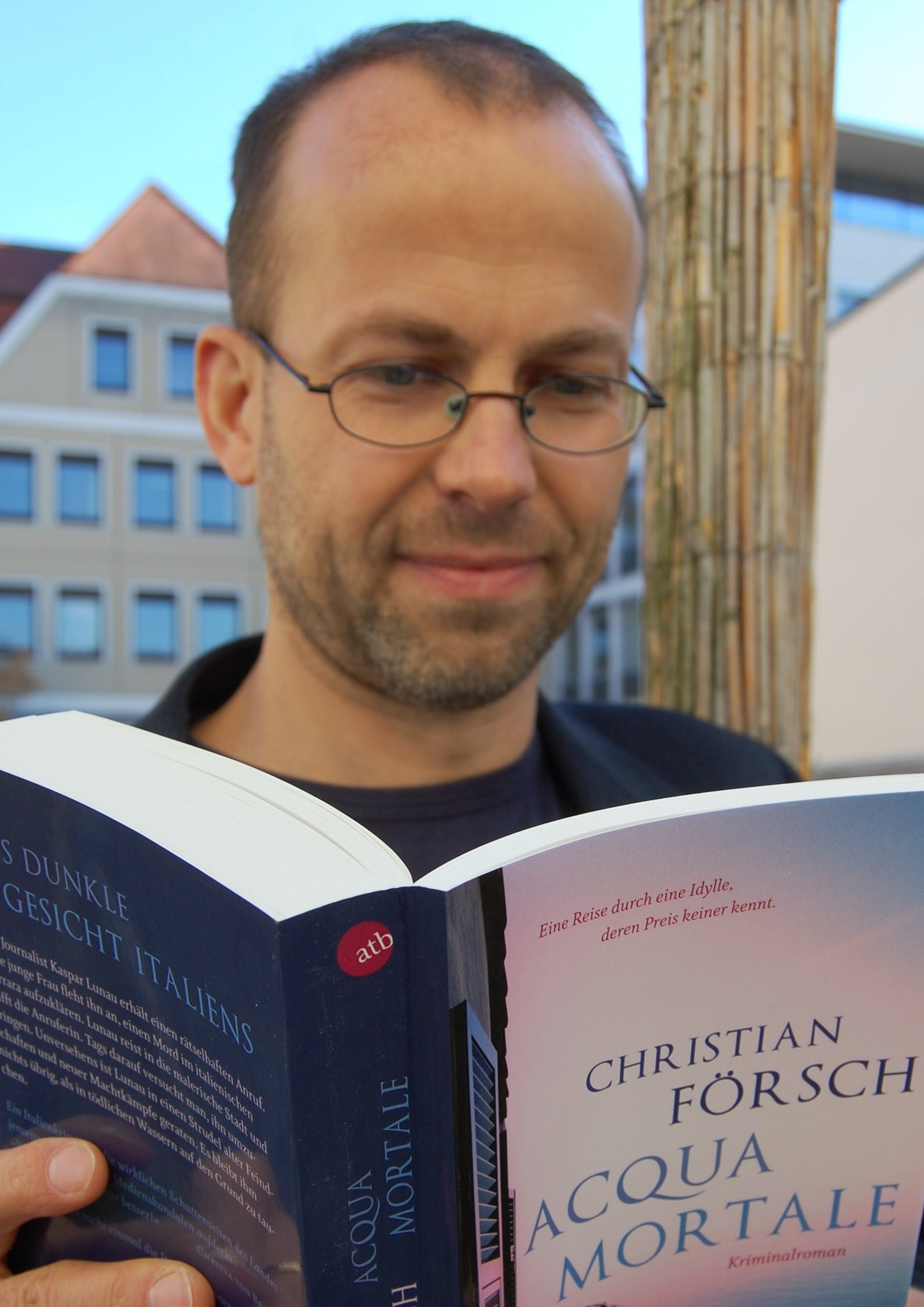
Christian Försch (Oktober 2011)

Christian Försch (* 1968 in Bad Kissingen) ist ein deutscher Journalist, Übersetzer und Schriftsteller.

## Leben
Nach seinem Abitur studierte Försch ab 1987 an den Universitäten Würzburg, Wien und an der Freien Universität Berlin die Fächer Germanistik, Philosophie und Musikwissenschaften. In Wien galt sein Interesse besonders der österreichischen Literatur und der Wiener Off-Kultur. In Berlin studierte er zusätzlich noch Italianistik. Im Jahr 1995 schloss er sein Studium mit seiner Arbeit über das Absurde bei Georg Büchner ab.
Seit 1991 lebt Försch in Berlin und im oberitalienischen Ferrara. Er ist mit einer Italienerin verheiratet und hat mit ihr zwei Söhne. Ab 1995 schrieb er Kolumnen in der taz und verfasste kurze Erzählungen. Seit 1998 arbeitet Försch als freier Autor und schreibt Prosa, Drehbücher, Essays, Hörspiele und Radio-Features. Doch bereits ab 1996 entstanden mehrere Hörspiele und Features für den Hörfunk. Darin porträtierte Försch gern seine zweite Heimat Italien, dessen Menschen und Landschaften. Für das Radiofeature Motion Picture Employee No. 42874, produziert für den SFB-ORB, erhielt er mit seinen Teamkollegen im Jahr 2000 den New York Festival Radio Award in Bronze in der Kategorie „Information/Profiles/Community Portraits“.
Försch übersetzte unter anderem die Kriminalromane von Claudio Paglieri, Bücher von Nino Filastò und Tommaso Pincio sowie Paolo Sorrentinos Roman Ragazzi, was habe ich verpasst? aus dem Italienischen ins Deutsche.
Bei verschiedenen Produktionen des Dirigenten Claudio Abbado war Försch als Dolmetscher tätig. Seine 2001 veröffentlichte Biografie Claudio Abbado, die Magie des Zusammenklangs musste nach einem Gerichtsurteil zugunsten des Dirigenten aus dem Verkauf genommen werden.
Inzwischen hat Försch drei eigene Kriminalromane im Aufbau Taschenbuch Verlag veröffentlicht – Unter der Stadt (2001), Acqua mortale (2011) und Der Tote am Lido (2013).

## Werke
- Claudio Abbado die Magie des Zusammenklangs. Henschel Verlag, 2001, ISBN 3-89487-399-X.
- Unter der Stadt. Aufbau Verlag, Berlin 2001, ISBN 3-351-02910-1.
- Acqua mortale. Aufbau Verlag, Berlin 2011, ISBN 3-7466-2736-2.
- Der Tote am Lido. Aufbau Verlag, Berlin 2013, ISBN 978-3-7466-2934-6.